# Sir Ddinbych

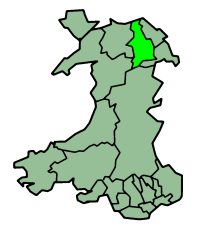
Ubicació de Sir Ddinbych a Gal·les.

Sir Ddinbych (anglès: Denbighshire) és una autoritat unitària al nord de Gal·les (Regne Unit). Té una població de 97.000 habitants (2001) i una àrea de 844 km².
Sir Ddinbych té fronteres amb les altres tres autoritats unitàries de Clwyd: Conwy County Borough a l'oest, i Wrexham County Borough i Flintshire a l'est. Els comtats gal·lesos de Powys i Gwynedd són a l'oest i al sud de Sir Ddinbych. Té costa al nord, amb el Mar d'Irlanda.

## Formació
El comtat pren el nom de l'antic comtat de Sir Ddinbych, encara que les seves fronteres actuals són molt diferents de les del comtat tradicional. L'actual comtat de Denbighsire va néixer l'1 d'abril del 1996, implementant la llei de govern local de Gal·les del 1994. El comtat és una autoritat unitària governada per un consell de comtat amb seu a Ruthin i amb oficines a Prestatyn, Rhyl i Denbigh.

## Història primerenca
Els investigadors han trobat evidència que Sir Ddinbych va ser habitat com a mínim fa 225.000 anys. El jaciment paleolític de Bontnewydd és un dels més significatius de la Gran Bretanya. Restes d'homínid, probablement de Neanderthal, ha estat trobades, juntament amb eines de pedra de finals del Plistocè mitjà.

## Geografia
El límit oriental de Sir Ddinbych segueix la carena de la serralada Clwydian, amb un escarpament costerut a l'oest i un punt alt a Moel Famau (555 m). La serralada Clwydian és, junt amb la part alta de la vall del Dee, una Àrea de Bellesa Natural Excepcional – una de les cinc que hi ha a tot Gal·les.

## Població
La població total de Sir Ddinbych en el Cens del Regne Unit del 2001 va ser de 93.065 persones, creixent fins a 93.734 al cens del 2011. Les localitats més grans a la costa són Rhyl (població aproximada 25.000 el 2001) i Prestatyn (població aproximada 18.000 el 2001). Segons les dades del cens del 2011, el 24'6 % de la població va declarar saber parlar gal·lès.

## Economia
Des del tancament al segle xx de les indústries del carbó i de l'acer a l'àrea de Wrexham, no hi ha indústria pesant en el comtat. Tot i que la majoria de poblacions tenen petits parcs industrials o emplaçaments d'indústria lleugera, l'economia està basada en l'agricultura i el turisme. Una alta proporció de la població activa treballa en el sector de serveis. A les zones muntanyoses s'hi cria ramats d'ovelles i vaques, mentre a la vall del Clwyd predominen les granges i el conreu de blat i ordi.

## Transport
La North Wales Coast Line, que va des de Crewe fins a Holyhead és operada per Virgin Trains. Els trens que surten de Crewe passen per Chester, creuen el riu Dee a Gal·les, i continuen a través de Flint, Shotton, Holywell Junction, Prestatyn, Rhyl, i estacions fins a Bangor i Holyhead, des d'on hi ha un servei de transbordador a Irlanda.